# Hildéric
Hildéric (en vandale : Hildirîx, en latin : Ildericus, en grec ancien : Ἱλδέριχος) est l'avant-dernier roi des Vandales et des Alains, de 523 à 530. Bien que mort au moment où le royaume vandale est renversé en 534, il joue néanmoins un rôle clé dans cet événement.

## Biographie

### Famille
Hildéric est le petit-fils du roi Genséric, fondateur du royaume vandale. Son père est Hunéric, et sa mère est Eudocia, la fille de l'empereur romain Valentinien III et de l'impératrice romaine, Licinia Eudoxia.

### Ascension au pouvoir
À son époque, la plupart des Vandales sont ariens et persécutent les nicéens, mais Hildéric va favoriser ces derniers, car étant la religion de sa mère, rendant son accession au trône controversée. En 523, Hildéric devient roi à la mort de Thrasamund. Peu après, il fait emprisonner la veuve de son prédécesseur, Amalafrida ; il échappe à un conflit avec son frère, le roi ostrogoth Théodoric le Grand, seulement par la mort de ce dernier en 526. Hildéric sera un peu plus tard accusé par le roi ostrogoth Athalaric d'avoir fait assassiner Amalafrida, et les relations avec le royaume ostrogoth seront rompues. 

### Règne
Son règne est remarquable pour les excellentes relations de son royaume avec l'Empire romain d'Orient. Procope écrit que Hildéric est « uni par les liens étroits de l'amitié et de l'hospitalité avec Justinien », notant que Hildéric et Justinien « entretenaient, par de magnifiques présents, leur attachement réciproque ». Hildéric permet à un nouvel évêque nicéen de prendre ses fonctions dans sa capitale, Carthage, et de nombreux Vandales commencent à se convertir au christianisme nicéen, à l'effroi de la noblesse vandale.
Au moment où il est affecté à la couronne, Hildéric est au moins dans la cinquantaine, sinon âgé de plus de 60 ans. Pour cette raison, selon Procope, il se désintéresse des opérations militaires des Vandales et les laisse à charge d'autres membres de la famille, dont Procope choisit de mentionner son neveu, Hoamer.
À la suite d'un grave revers subis en Byzacène face à un groupe de rebelles Berbères dirigés par Antalas, le chef de la tribu des Frexes, Hildéric est victime d'une révolte menée par son cousin Gélimer, qui a engagé « les plus braves des Vandales » et les a persuadé de déposer Hildéric, « comme un lâche qui s'était laissé vaincre par les Maures, et qui, par jalousie contre un prince issu de Genséric, mais d'une autre branche que la sienne, voulait le priver du trône et livrer à Justin l'empire des Vandales. ».
Gélimer dépose Hildéric, après 7 ans de règne, et devient le nouveau roi des Vandales et des Alains. Il rétablit l'arianisme comme religion officielle du royaume, emprisonne Hildéric, avec Hoamer et son frère Hoageis mais sans les tuer. Justinien proteste contre les actions de Gélimer, exigeant qu'il rende le royaume à Hildéric. Gélimer renvoie les représentants byzantins qui lui ont apporté ce message, sans leur donner de réponse, crève les yeux de Hoamer qui meurt quelques semaines après, et enferme Hildéric et Hoageis dans une prison plus étroite, « sous prétexte qu'ils avaient le dessein de s'enfuir à Constantinople ».
Justinien envoie une seconde ambassade pour protester contre ces actions, mais Gélimer lui répond qu'il n'a pas l'autorité requise pour faire ces demandes. Furieux de cette réponse, Justinien conclut rapidement sa guerre contre les Sassanides et prépare une expédition contre les Vandales en 533. Une fois que Gélimer apprend l'arrivée de l'armée byzantine, il ordonne à son frère, Ammatas, qui est à Carthage, d'assassiner Hildéric, ses parents et amis, et Hoageis ainsi que d'autres partisans de Hildéric qu'il a emprisonnés, ce qu'il exécute.

## Référencement

#### Sources antiques
- Procope de Césarée, Histoire de la Guerre des Vandales, Paris, Firmin Didot, 1852 (lire en ligne).